# Order Chorwackiej Jutrzenki
Order Chorwackiej Jutrzenki (chorw. Red Danice hrvatske) – trzynaste w kolejności chorwackie odznaczenie państwowe, ustanowione 4 czerwca 1992 roku.

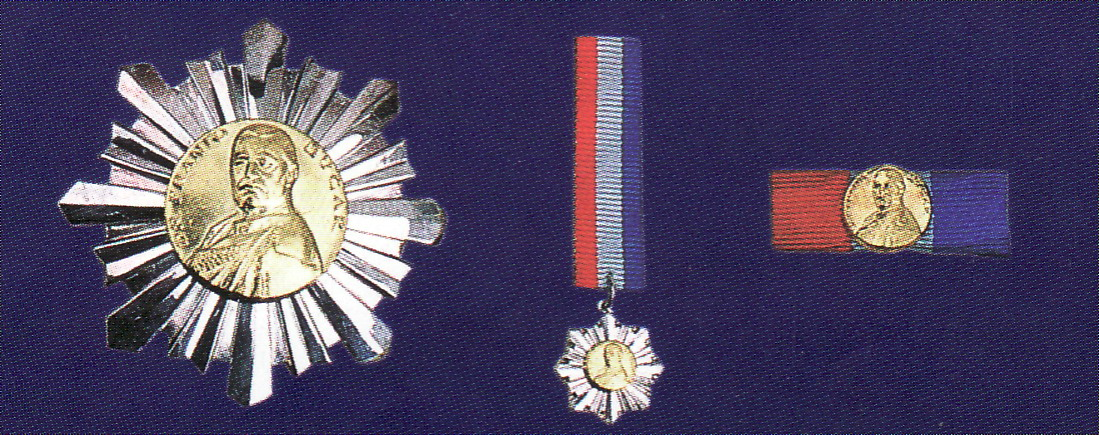
Insygnia orderu w kategorii „sport”

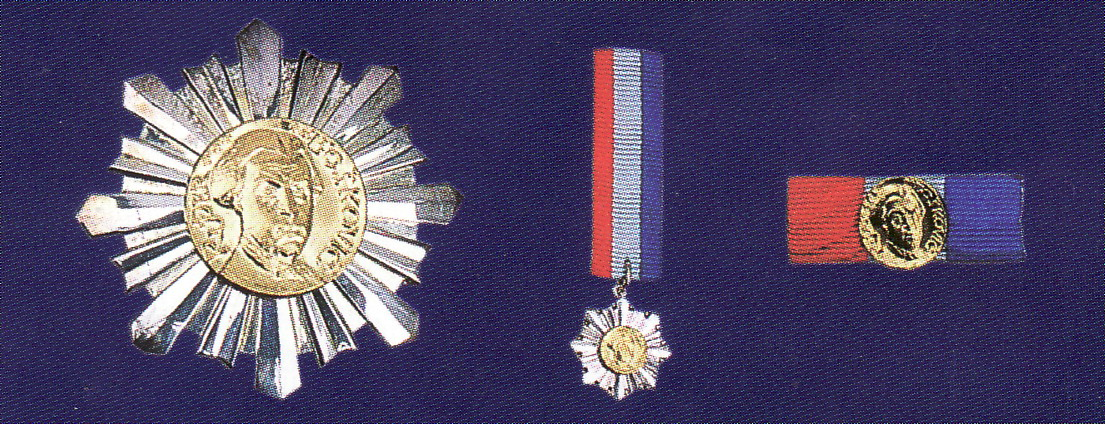
Insygnia orderu w kategorii „nauka”

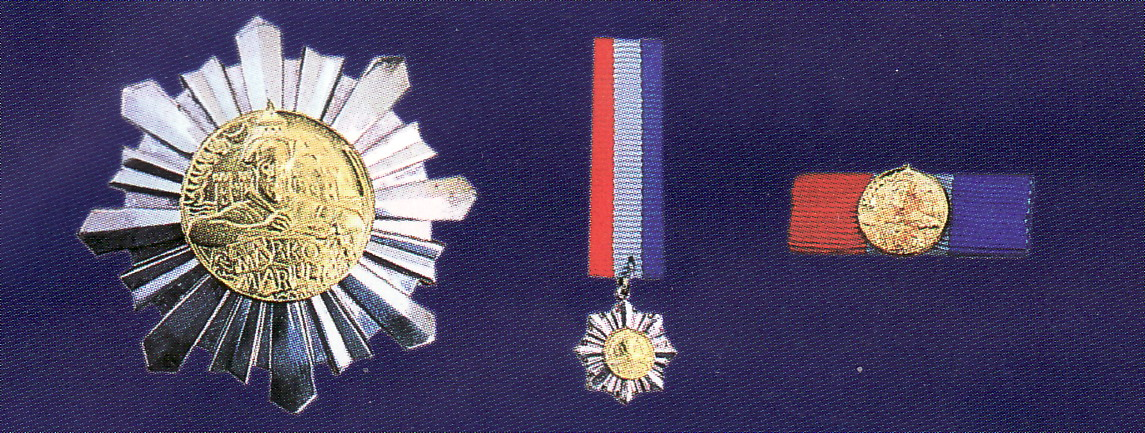
Insygnia orderu w kategorii „kultura”

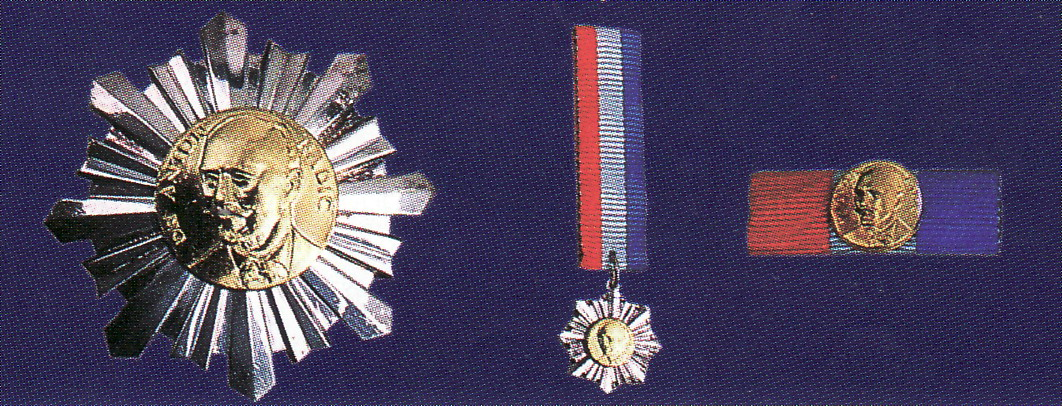
Insygnia orderu w kategorii „edukacja”

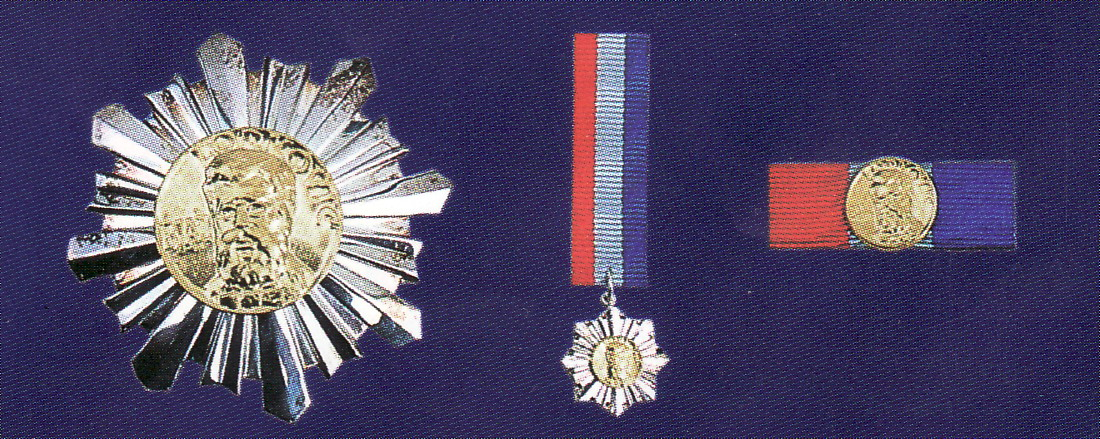
Insygnia orderu w kategorii „ekonomia”

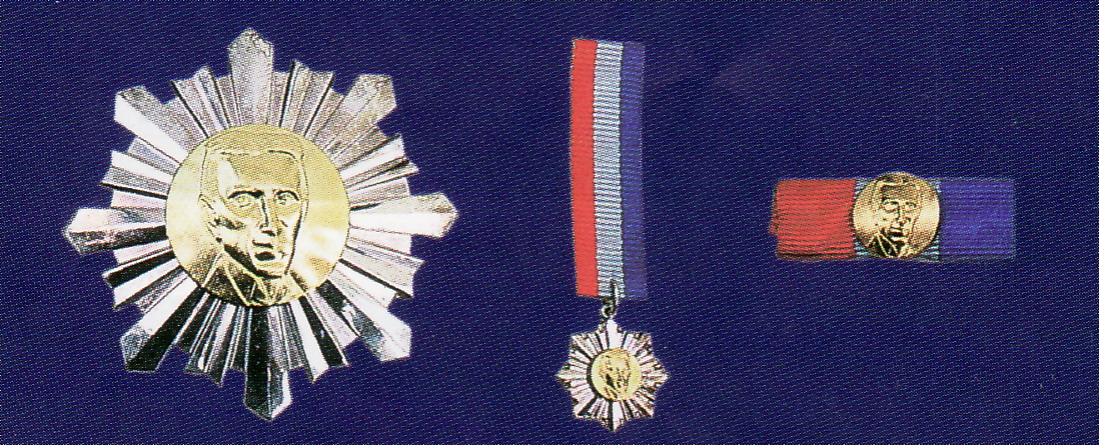
Insygnia orderu w kategorii „wynalazczość”

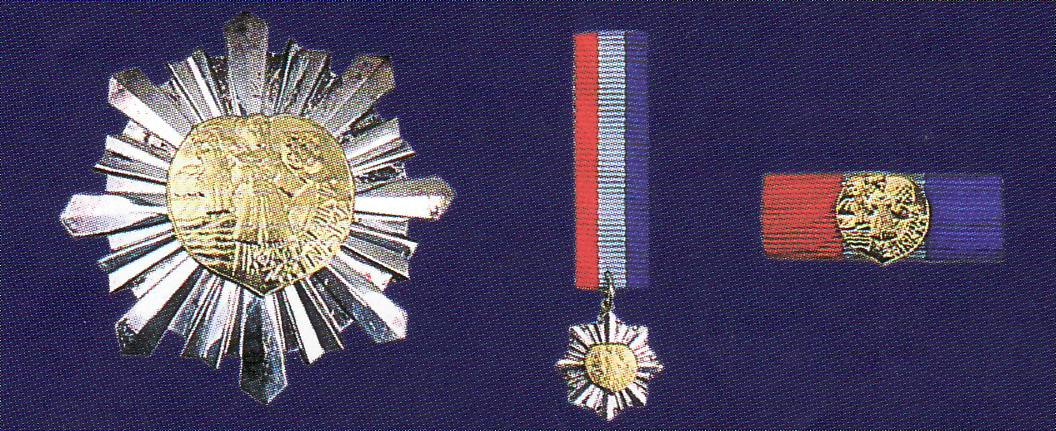
Insygnia orderu w kategorii „zdrowie, opieka społeczna, promowanie wartości moralnych”

## Historia
To nadawane przez prezydenta Chorwacji odznaczenie początkowo miało nagradzać wybitne zasługi w dziennikarstwie, edukacji, działalności wydawniczej i innych działaniach promujących wartości demokratycznego społeczeństwa. W 1995 zostało przekształcone i podzielone na siedem kategorii, nadawane za wybitne zasługi w siedmiu różnych dziedzinach, z których każdej patronuje jeden z nieżyjących, zasłużonych Chorwatów w niej celujących w przeszłości.

## Wygląd
Awers orderu ma wygląd srebrnej gwiazdy orderowej (o średnicy 55 mm), z pozłacanym medalionem (o średnicy 25 mm) umieszczonym w centrum, z wyrytym na nim portretem. Na rewersie znajduje się okrąg z tzw. chorwackiej plecionki i napis „REPUBLIKA HRVATSKA”. Miniatura ma ten sam wygląd (gwiazda o średnicy 13,5 mm) ale powieszona jest na wstążce orderowej w kolorze chorwackiej flagi (czerwono-biało-niebieskiej), szerokości 14 mm i długości 34 mm. Baretka odznaczenia ma te same barwy, a w jej środku umocowana jest pozłacana miniatura środkowego medalionu. Ma 40 mm szerokości i 12 mm wysokości.

## Kategorie
Order podzielony jest na siedem kategorii, różniących się wizerunkiem osób umieszczonych w centrum medalionu, w zależności od dziedziny, w których odznaczenie zostało nadane.
Kategoria (imię i nazwisko osoby na portrecie):
- Sport (Franjo Bučar)
- Nauka (Ruđer Bošković)
- Kultura (Marko Marulić)
- Edukacja (Antun Radić)
- Ekonomia (Blaž Lorković)
- Wynalazczość (Nikola Tesla)
- Zdrowie, opieka społeczna, promowanie wartości moralnych (Katarina Zrinska)